# بخش مرکزی شهرستان لیلان
بخش مرکزی، یکی از بخش‌های شهرستان لیلان در استان آذربایجان شرقی ایران است. مرکز این بخش، شهر لیلان است.

## تقسیمات کشوری
- بخش مرکزی
  - دهستان لیلان غربی
  - دهستان لیلان جنوبی

شهر: لیلان

## جمعیت
بر پایه سرشماری عمومی نفوس و مسکن در سال ۱۳۹۵، جمعیت بخش مرکزی شهرستان لیلان برابر با ۱۶٬۸۷۴ نفر بوده‌است.